# Bentley Turbo RT
Der Bentley Turbo RT wurde 1997 und 1998 gebaut, vier Exemplare wurden noch 1999 hergestellt. Der Turbo RT war die letzte Limousinenvariante, die auf Basis des Bentley Mulsanne von 1982 entwickelt wurde.
Der Turbo RT stellt als Nachfolger des Turbo R das Sportmodell im Bentley-Sortiment der Zeit dar. Der Motor wurde vom Continental T übernommen. Damit war der Bentley eine der leistungsstärksten Limousinen seiner Zeit.
Das Design des Bentley Turbo RT steht in der Tradition des Bentley Eight. Von 252 Fahrzeugen insgesamt wurden 250 in der Langversion LWB gebaut.
Als Topversion wurden ausschließlich auf Bestellung 56 Stück sogenannte Mulliner Modelle produziert.